# نادي الجهاد
نادي الجهاد الرياضي، هو نادٍ سوري لكرة القدم مقره شمال شرق مدينة القامشلي، تأسس عام 1962. يلعب على ملعب 7 أبريل في القامشلي.